# Chijiltec
Chijiltec är en ort i Mexiko.   Den ligger i kommunen Teopisca och delstaten Chiapas, i den sydöstra delen av landet, 800 km öster om huvudstaden Mexico City. Chijiltec ligger 1 777 meter över havet och antalet invånare är 504.
Terrängen runt Chijiltec är huvudsakligen kuperad, men västerut är den bergig. Runt Chijiltec är det ganska tätbefolkat, med 104 invånare per kvadratkilometer. Närmaste större samhälle är Teopisca, 6,0 km öster om Chijiltec. I omgivningarna runt Chijiltec växer huvudsakligen savannskog.